# Jiří Novák
Jiří Novák (Zlín, 22 de Março de 1975) é um ex-tenista profissional da República Checa.

## Titulos (25)

### Simples: 13 (7-6)
Vitórias (7)
| Legenda                           |
| Grand Slam (0)                    |
| Tennis Masters Cup (0)            |
| ATP Masters Series (0)            |
| ATP International Series Gold (1) |
| ATP Tour (6)                      |

| N. | Data             | Torneio                 | Piso        | Oponente na final   | Placar da final         |
| 1. | Janeiro 14, 1996 | Auckland, Nova Zelândia | Duro        | Brett Steven        | 6–4, 6–4                |
| 2. | Novembro 1, 1998 | Cid. do México, México  | Saibro      | Xavier Malisse      | 6–3, 6–3                |
| 3. | Maio 6, 2001     | Munich, Alemanha        | Saibro      | Antony Dupuis       | 6–4, 7–5                |
| 4. | Julho 15, 2001   | Gstaad, Suíça           | Saibro      | Juan Carlos Ferrero | 6–1, 6–7(5), 7–5        |
| 5. | Julho 13, 2003   | Gstaad, Suíça           | Saibro      | Roger Federer       | 5–7, 6–3, 6–3, 1–6, 6–3 |
| 6. | Outubro 10, 2004 | Tokyo, Japão            | Duro        | Taylor Dent         | 5–7, 6–1, 6–3           |
| 7. | Novembro 3, 2004 | Basel, Suíça            | Carpete (i) | David Nalbandian    | 5–7, 6–3, 6–4, 1–6, 6–2 |

Vice-Canpeão (6)
- 1996: Cidade do México (perdeu para  Thomas Muster) 6-7³ 2–6
- 2002: Vienna (perdeu para  Roger Federer) 4–6 1–6 6–3 4–6
- 2002: Madrid Masters (perdeu para  Andre Agassi) walkover
- 2003: Dubai (perdeu para  Roger Federer) 1–6 6-7²
- 2003: Shanghai Masters (perdeu para  Mark Philippoussis) 2–6 1–6
- 2005: Delray Beach (perdeu para  Xavier Malisse) 6–76 2–6

### Duplas (18)
| N.  | Data               | Torneio                   | Piso        | Parceiro       | Oponente na final                      | Placar da final |
| 1.  | Setembro 11, 1995  | Bogotá, Colombia          | Saibro      | David Rikl     | Steve Campbell MaliVai Washington      | 7–6, 6–2        |
| 2.  | Outubro 23, 1995   | Santiago, Chile           | Saibro      | David Rikl     | Shelby Cannon Francisco Montana        | 6–4, 4–6, 6–1   |
| 3.  | Março 25, 1996     | Casablanca, Marrocos      | Saibro      | David Rikl     | Tomas Carbonell Francisco Roig         | 7–6, 6–3        |
| 4.  | Julho 8, 1996      | Gstaad, Suíça             | Saibro      | Pavel Vízner   | Trevor Kronemann David Macpherson      | 4–6, 7–6, 7–6   |
| 5.  | Abril 29, 1997     | Ostrava, República Tcheca | Carpete (i) | David Rikl     | Donald Johnson Francisco Montana       | 6–2, 6–4        |
| 6.  | Feveireiro 2, 1998 | Split, Croácia            | Carpete (i) | Martin Damm    | Fredrik Bergh Patrik Fredriksson       | 7–6, 6–2        |
| 7.  | Agosto 10, 1998    | San Marino, San Marino    | Saibro      | David Rikl     | Mariano Hood Sebastián Prieto          | 6–4, 7–6        |
| 8.  | Agosto 17, 1998    | Indianapolis, EUA         | Duro        | David Rikl     | Mark Knowles Daniel Nestor             | 6–2, 7–6        |
| 9.  | Outubro 26, 1998   | México City, México       | Saibro      | David Rikl     | Daniel Orsanic David Roditi            | 6–4, 6–2        |
| 10. | Fevereiro 7, 2000  | Dubai, UAE                | Duro        | David Rikl     | Robbie Koenig Peter Tramacchi          | 6–2, 7–5        |
| 11. | Julho 10, 2000     | Gstaad, Suíça             | Saibro      | David Rikl     | Jérôme Golmard Michael Kohlmann        | 3–6, 6–3, 6–4   |
| 12. | Julho 17, 2000     | Stuttgart, Alemanha       | Saibro      | David Rikl     | Lucas Arnold Ker Donald Johnson        | 5–7, 6–2, 6–3   |
| 13. | Outubro 30, 2000   | Stuttgart, Alemanha       | Duro (i)    | David Rikl     | Donald Johnson Piet Norval             | 3–6, 6–3, 6–4   |
| 14. | Março 19, 2001     | Miami, EUA                | Duro        | David Rikl     | Jonas Björkman Todd Woodbridge         | 7–5, 7–6(3)     |
| 15. | Julho 30, 2001     | Montreal, Canadá          | Duro        | David Rikl     | Donald Johnson Jared Palmer            | 6–4, 3–6, 6–3   |
| 16. | Julho 12, 2004     | Stuttgart, Alemanha       | Saibro      | Radek Štěpánek | Simon Aspelin Todd Perry               | 6–2, 6–4        |
| 17. | Julho 12, 2004     | Umag, Croácia             | Saibro      | Petr Pála      | Michal Mertinak David Škoch            | 6–3, 6–3        |
| 18. | Julho 10, 2006     | Gstaad, Suíça             | Saibro      | Andrei Pavel   | Marco Chiudinelli Jean-Claude Scherrer | 6–3, 6–1        |